# Aransas Pass
Aransas Pass es una ciudad ubicada en el condado de San Patricio en el estado estadounidense de Texas. En el Censo de 2010 tenía una población de 8204 habitantes y una densidad poblacional de 60,48 personas por km².

## Geografía
Aransas Pass se encuentra ubicada en las coordenadas 27°53′25″N 97°7′7″O / 27.89028, -97.11861. Según la Oficina del Censo de los Estados Unidos, Aransas Pass tiene una superficie total de 135.64 km², de la cual 32.56 km² corresponden a tierra firme y (75.99%) 103.08 km² es agua.

## Demografía
Según el censo de 2010, había 8204 personas residiendo en Aransas Pass. La densidad de población era de 60,48 hab./km². De los 8204 habitantes, Aransas Pass estaba compuesto por el 84.62% blancos, el 3.06% eran afroamericanos, el 0.77% eran amerindios, el 0.96% eran asiáticos, el 0.12% eran isleños del Pacífico, el 7.68% eran de otras razas y el 2.79% pertenecían a dos o más razas. Del total de la población el 39.96% eran hispanos o latinos de cualquier raza.